# Singoli
Singoli är en ort i Indien.   Den ligger i distriktet Neemuch och delstaten Madhya Pradesh, i den centrala delen av landet, 500 km söder om huvudstaden New Delhi. Singoli ligger 370 meter över havet och antalet invånare är 9 030.
Terrängen runt Singoli är platt åt sydväst, men åt nordost är den kuperad. Runt Singoli är det ganska tätbefolkat, med 111 invånare per kvadratkilometer. Det finns inga andra samhällen i närheten. Trakten runt Singoli består till största delen av jordbruksmark.